# أنقليس داخلي
أنقليس داخلي (الاسم العلمي: Anguilla interioris) (بالإنجليزية: Highlands long-finned eel)‏ هو نوع من الأسماك يتبع جنس الأنقليس من الفصيلة الأنقليسية.